# Mihai Stepan-Cazazian
Mihai Stepan-Cazazian (n. 1 aprilie 1957, București) este un jurnalist armean din România.

## Biografie
Mihai Stepan Cazazian este membru în comitetul director al Uniunii Armenilor din România, redactor-șef al revistei „Nor Ghiank” (Viața Nouă) și, redactor-șef al revistei Ararat, după ce din 1990 a făcut parte din colectivul redacțional al acesteia.
Împreună cu regizorul Cadri Abibula din TVR, Mihai Stepan Cazazian a realizat în anul 2007, ca producător, filmul documentar „Strunga” (52 minute) care urmărește odiseea a 200 de orfani armeni, copii cu vârste între 8 și 15 ani, supraviețuitori ai ororilor genocidului armean, ce au ajuns în portul Constanța în anul 1923 și au fost găzduiți într-un orfelinat din satul Strunga, Județul Roman (interbelic). Documentarul a fost prezentat la Festivalul de Film Golden Apricot de la Erevan (ediția 2007) și nominalizat la categoria Best Documentary Film, la Festivalul AFFMA (Hollywood 2007).
În colaborare cu redacția Minorități, din Televiziunea Română, a realizat o serie de documentare despre armeni dintre care menționăm: Manuc Bey Mirzaian, Strada Armenească, 24 Aprilie zi de comemorare a Genocidului armean. A realizat interviuri pentru aceeași redacție cu personalități ale comunității armene.
A coordonat ediția nouă a Anuarelor de cultură armeană  ANI  : vol. I - București (1994) ; vol. II – București (1995-1996) - împreună cu Bedros Horasangian ; vol. III – București (1997-1998 ) - împreună cu Anaïs Nersesian.
A participat la Simpozioane pe teme interetnice la București, Cluj Napoca, Constanța, Brașov, Sibiu, Timișoara unde a prezentat punctul de vedere al comunității armene în probleme legate de minoritățile din România.

## Scrieri
- Cinci sute de ani de tipar armean, 216 p.,(culegere de texte) Editura Ararat, 2012, ISBN 9737727878, 9789737727879
- Ghidul Uniunii Armenilor din România (Ararat, 2000, 2006, 2015)